# Leopard-Drückerfisch
Der Leopard-Drückerfisch (Balistoides conspicillum) ist eine Art der Familie der  Drückerfische (Balistidae).
Er ist beheimatet im Indischen und Pazifischen Ozean. Seine Größe beträgt um die 50 Zentimeter. Der mit hellem Orange umrahmte Mund und die großen hellen Flecken an der unteren Körperhälfte bilden einen auffälligen Kontrast zu der dunkleren oberen Körperhälfte. Schwanz- und Rückenflosse sind grün gezeichnet. Er kann wie alle Vertreter der Drückerfische den ersten Rückenstachel durch den zweiten Stachel in einer aufrechten Position fixieren. 
Der Leopard-Drückerfisch lebt überwiegend als Einzelgänger.

## Leopard-Drückerfisch als Nahrungsmittel
Leopard-Drückerfische können Ciguatera auslösen, wenn sie vom Menschen verzehrt werden. Zu den Erkrankungsbildern gehört eine Umkehrung des Temperaturgefühls, bei dem warme oder heiße Gegenstände als kalt empfunden werden, kalte dagegen als heiß. 